# Слепое доверие
«Слепое доверие» (англ. Blind Trust) — канадская криминальная драма.

## Сюжет
Кэсси Стюарт проснулась утром и обнаружила, что держит в руке пистолет, а рядом лежат тела её любовника Бобби и лучшей подруги Дайаны. Они были застрелены. Ей пришлось давать показания в суде, и из свидетеля она превратилась в подозреваемую. Кэсси решила пуститься в бега и самой искать убийцу.

## В ролях
| Актёр           | Роль              |
| --------------- | ----------------- |
| Джессика Кэпшоу | Кэсси Стюарт      |
| Арт Хиндл       | Л. Дж. Менник     |
| Чад Уиллетт     | детектив Руди Шац |
| Робин Уилкок    |                   |
| Карло Местрони  | детектив Гетти    |

## Премьера
Премьера фильма состоялась 8 апреля 2007 года в США.